# Bagon
Bagon ('タツベイ', Tatsubei na japanskom) je jedan od 493 fiktivnih Pokémon čudovišta iz istoimene franšize - serije videoigara, animea, manga, knjiga, igračkih karata i drugih medija koje je stvorio Satoshi Tajiri. Bagon je debitirao zajedno s izlaskom Pokémon Rubya i Sapphirea kao Pokémon treće generacije. Bagon je prvi stupanj evolucije jako moćnog Pokémona, Salamencea. 
Bagonovo ime je kombinacije engleskih riječi "baby" (beba), što govori da je još prvi stupanj, i "dragon" (zmaj) što zaključujemo iz njegovog izgleda.  